# Шимбілицьке сільське поселення
Шимбіли́цьке сільське поселення (рос. Шимбиликское сельское поселение) — сільське поселення у складі Красночикойського району Забайкальського краю Росії.
Адміністративний центр — село Шимбілик.

## Населення
Населення сільського поселення становить 487 осіб (2019; 602 у 2010, 728 у 2002).

## Склад
До складу сільського поселення входять:
| Населений пункт | Населення, осіб (2002) | Населення, осіб (2010) |
| --------------- | ---------------------- | ---------------------- |
| Могзон, село    | 1                      | 1                      |
| Шимбілик, село  | 727                    | 601                    |